# 長傳急攻
長傳急攻，中國大陸地區稱長傳衝吊，是英式足球戰術的一種。

## 特色
長傳急攻，顧名思義，是指以較長途式的傳球（長傳）、高速度走位（衝）、高空頭頂球（吊球）為戰術藍本，進球過程較為直接，較少利用個人技術（例如盤球和短傳方式）組織攻勢和取得入球。
這種戰術，是由英國艾堅頓爵士所創。由於英倫三島的氣候較潮濕，進行包括足球在內的任何室外體育運動競賽，運動員消耗體力的程度，遠較歐洲內大陸進行同類比賽所消耗體力的程度為高，故在英倫三島進行比賽的足球員需要較高的體能質素。久而久之，傳統英式足球便以體力化為主。 
長傳急攻較為簡單直接，這亦是傳統英式足球的特色。由於傳統英式足球著重長傳，而非單對單式的個人技術較量，球員磨練技術的機會相對較少，故傳統英式足球對個人技術的要求不如拉丁美洲的足球高。

## 衰落
早年英格蘭的足球聯賽的球場員以英倫三島、英聯邦國家和北歐為主，因為他們的身材一般較為壯大，能夠發揮長傳急攻的戰術。
自1992年英超聯賽成立後，開始吸引一些歐陸型技術為主的球員（如荷蘭、法國、意大利等）加入聯賽。這些球員技術水平較高，又講求組織，故此擁有較多歐陸球員的英超強隊，與聯賽中下游球隊的差距便越拉越大。
如2000年仍在英超角逐的球會高雲地利、打比郡、錫周三和溫布頓等都在隨後一兩年降級收場。

## 相關
- 曼聯主教練亚历克斯·弗格森就把球隊原來擅長的長傳急攻改用歐陸式踢法，曼聯遂得以再度橫掃英格蘭超級聯賽。